# Yaeba

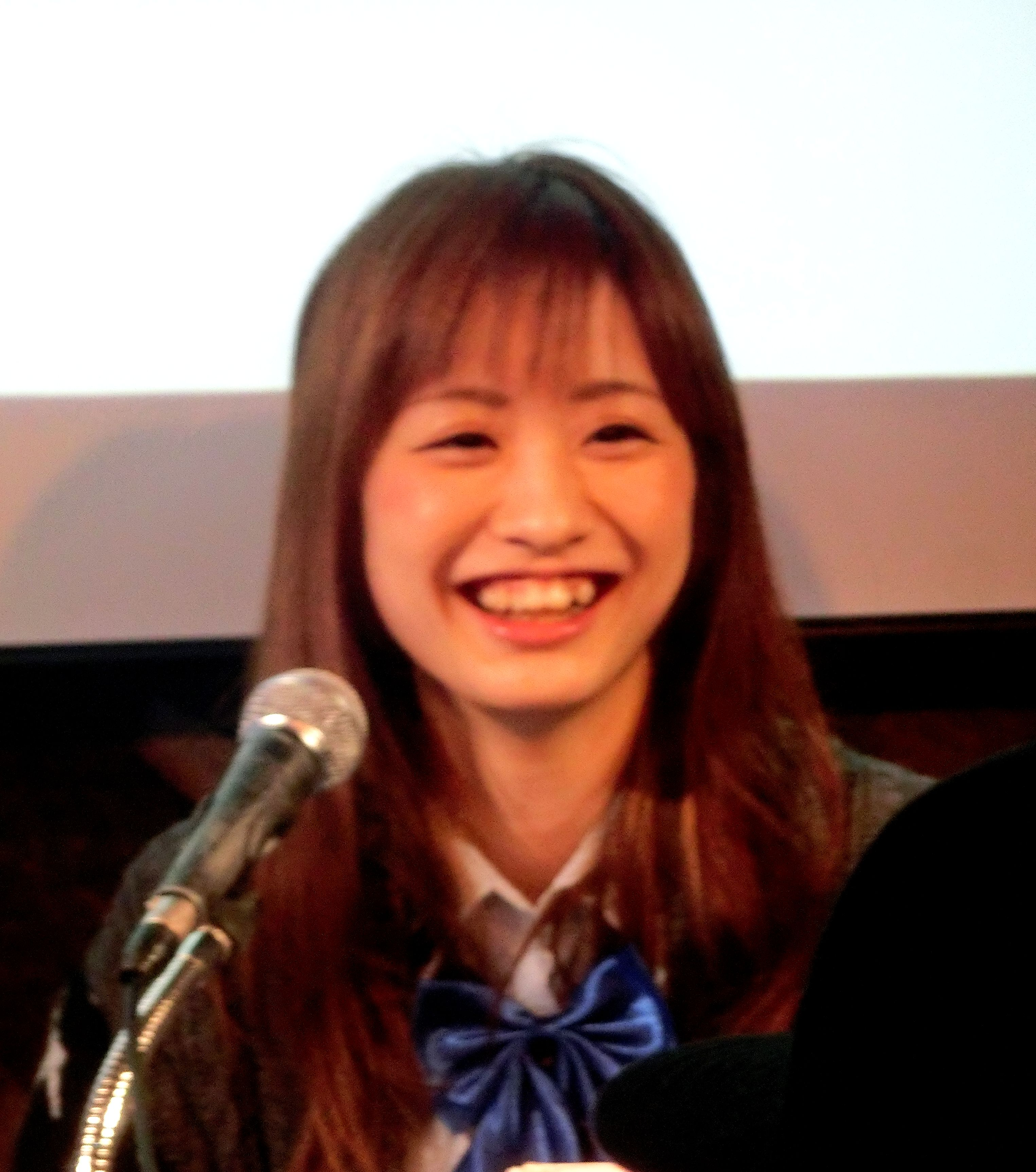
La cantante e modella giapponese Masora Hino con gli yaeba.

Nella cultura giapponese contemporanea, gli yaeba (八重歯? lett. "doppio dente") sono denti umani, in particolar modo i canini superiori, dalla singolare forma appuntita e simili a zanne da animale o da vampiro. In Giappone, sono visti come un segno di giovinezza e di bellezza naturale. Negli Stati Uniti, gli yaeba sono chiamati snaggleteeth.
Nel 2013, gli yaeba sono diventati talmente alla moda che le adolescenti giapponesi hanno iniziato a farsi installare protesi dentali per dare ai canini superiori la forma desiderata.